# Pumping Iron
Pumping Iron je dokumentární film z roku 1977 o vrcholové přípravě na kulturistickou soutěž Mr. Olympia v roce 1975. Film se soustřeďuje na Arnolda Schwarzeneggera a jeho kolegy: Loua Ferrigna a Franca Columba. Dokument byl natočen Robertem Fiorem a Georgem Butlerem. Je založen na stejnojmenné knize stejného jména od Charlese Gainese a George Butlera (nakladatelství Simon and Schuster, 1974).
Pumping Iron je natočen jako nadčasový kulturistický snímek, dokumentující tzv. Zlatou éru kulturistiky, dobu, kdy nepřítomnost hmoty a velikosti vadilo méně než nepřítomnost symetrie a definice těla. Dokument sleduje dvě hlavní kulturistické soutěže, IFBB Mr. Universe (pro amatéry) a Mr. Olympia (pro profesionály) v Pretorii, Jižní Africe. Krom Arnolda Schwarzeneggera zde vystupuje mnoho slavných kulturistů té doby: Lou Ferrigno, Franco Columbu, Mike Mentzer, Robby Robinson, Mike Katz, Albert Beckles, Ken Waller, Frank Zane, Paul Grant, Ed Corney, Serge Nubret a Danny Padilla. Ed Corney se objevil na přední straně knihy a také plakátu pro film.
V roce 2003 byl film také vydán na DVD - kvůli 25. výročí originálu. DVD obsahuje scény ze zákulisí a nedávné rozhovory se zúčastněnými.

## Zajímavé citáty z filmu
Arnold přichází do Gold's Gym:
Arnold „Můžu sem chodit? Chtěl bych nabrat nějaké svaly.“
Franco Columbu vypráví o své cestě z Itálie do Ameriky:
Columbu „…když se tady někdo rozčílí řekne 'Jdi do pekla' v Itálii říkáme 'Jdi do Kalifornie!“
Ferrigno a jeho otec-trenér právě dokončili intenzivní trénink:
Ferrignův otec: „Pamatuj si, že pokud si myslíš, že trénuješ těžce, tak on může trénovat dvakrát více“
Po zpěvu happy birthday každý žádá Loua aby pronesl nějakou řeč:
Ferrigno: „Nemám co říct, jen si chci sníst můj dort“